# Ludvig Andersen
Ludvig Andersen (Copenhague, 14 de abril de 1861 – Copenhague, 25 de outubro de 1927) foi um arquiteto dinamarquês. Entre seus trabalhos estão a cidade e o banco Environs Savings, Løgstør (1891) e Pilegården, Pilestræde, Copenhagen (1897–1898).